# Janesville (Iowa)
Janesville ist eine Kleinstadt (mit dem Status „City“) im Bremer und zu einem kleineren Teil im Black Hawk County im US-amerikanischen Bundesstaat Iowa. Im Jahr 2010 hatte Janesville 930 Einwohner, deren Zahl sich bis 2013 auf 940 erhöhte. Das U.S. Census Bureau hat bei der Volkszählung 2020 eine Einwohnerzahl von 1.034 ermittelt.
Janesville ist Bestandteil der Waterloo – Cedar Falls metropolitan area.

## Geografie
Janesville liegt im mittleren Nordosten Iowas beiderseits des Cedar River, der über den Iowa River zum Stromgebiet des Mississippi gehört. Dieser bildet rund 130 km östlich die Grenze Iowas zu Wisconsin und Illinois.
Die geografischen Koordinaten von Janesville sind 42°38′46″ nördlicher Breite und 92°27′47″ westlicher Länge. Die Stadt erstreckt sich über eine Fläche von 3,86 km² und verteilt sich über die Jackson Township des Bremer County und die Washington Township des Black Hawk County.
Nachbarorte von Janesville sind Waverly (11,2 km nördlich), Denver (12,9 km ostnordöstlich), Waterloo (24,8 km südwestlich), Cedar Falls (13,2 km südlich), New Hartford (23 km südwestlich) und Shell Rock (17 km nordwestlich).
Die nächstgelegenen größeren Städte sind Rochester in Minnesota (173 km nördlich), La Crosse in Wisconsin (216 km nordnordöstlich), Wisconsins Hauptstadt Madison (309 km ostnordöstlich), Dubuque an der Schnittstelle der Staaten Iowa, Wisconsin und Illinois (170 km ostsüdöstlich), Cedar Rapids (111 km südöstlich), die Quad Cities in Iowa und Illinois (239 km in der gleichen Richtung) und Iowas Hauptstadt Des Moines (191 km südwestlich).

## Verkehr
Der zum Freeway ausgebaute U.S. Highway 218 und der hier deckungsgleich verlaufende Iowa State Highway 27 führen entlang der östlichen und nördlichen Stadtgrenze. Alle weiteren Straßen sind untergeordnete Landstraßen, teils unbefestigte Fahrwege sowie innerörtliche Verbindungsstraßen.
Durch Janesville verläuft eine Eisenbahnlinie für den Frachtverkehr der Canadian National Railway (CN).
Der nächstgelegene Flughafen ist der 17 km südsüdöstlich gelegene Waterloo Regional Airport, von wo aus durch Zubringerflüge mehrerer Fluggesellschaften Anschluss an die Großflughäfen Chicago O’Hare und Minneapolis-Saint Paul besteht.

## Bevölkerung
Nach der Volkszählung im Jahr 2010 lebten in Janesville 930 Menschen in 398 Haushalten. Die Bevölkerungsdichte betrug 240,9 Einwohner pro Quadratkilometer. In den 398 Haushalten lebten statistisch je 2,34 Personen.
Ethnisch betrachtet setzte sich die Bevölkerung zusammen aus 98,4 Prozent Weißen, 0,6 Prozent Afroamerikanern sowie 0,2 Prozent Asiaten; 0,8 Prozent stammten von zwei oder mehr Ethnien ab. Unabhängig von der ethnischen Zugehörigkeit waren 0,3 Prozent der Bevölkerung spanischer oder lateinamerikanischer Abstammung.
24,2 Prozent der Bevölkerung waren unter 18 Jahre alt, 57,3 Prozent waren zwischen 18 und 64 und 18,5 Prozent waren 65 Jahre oder älter. 50,4 Prozent der Bevölkerung waren weiblich.
Das mittlere jährliche Einkommen eines Haushalts lag bei 53.102 USD. Das Pro-Kopf-Einkommen betrug 26.549 USD. 3,7 Prozent der Einwohner lebten unterhalb der Armutsgrenze.

## Bekannte Bewohner
- Tolly Thompson (* 1973) – Ringer – besuchte die Schule in Janesville